# Grzegorz Janczewski
Grzegorz Władysław Janczewski (zm. 9 października 2016) – polski otolaryngolog, prof. zw. dr hab.

## Życiorys
W 1958 ukończył studia w Akademii Medycznej w Warszawie. Obronił pracę doktorską, następnie uzyskał stopień doktora habilitowanego. W 1982 nadano mu tytuł profesora w zakresie nauk medycznych.
Pracował w Katedrze i Klinice Otolaryngologii na I Wydziale Lekarskim z Oddziałem Stomatologicznym Akademii Medycznej w Warszawie, oraz był prezesem Polskiego Towarzystwa Otorynolaryngologów - Chirurgów Głowy i Szyi.
Zmarł 9 października 2016.

## Odznaczenia
- Krzyż Oficerski Orderu Odrodzenia Polski (2002)[3]
- Medal 40-lecia Polski Ludowej (1984)[4]